# Cộng hòa Liên bang Dân chủ Ngoại Kavkaz
Cộng hòa Liên bang Dân chủ Ngoại Kavkaz (tiếng Nga: Закавказская демократическая федеративная республика, (ЗКДФР), đã Latinh hoá: Zakavkazskaya demokraticheskaya federativnaya respublika, (ZKDFR), tiếng Anh: Transcaucasian Democratic Federative Republic, (TDFR); hay còn gọi tắt là Liên bang Ngoại Kavkaz) (tháng 2 năm 1918 – tháng 5 năm 1918) là một quốc gia tồn tại ngắn ngủi, mà ngày nay là ba quốc gia Armenia, Azerbaijan và Gruzia trong khu vực dãy núi Kavkaz.
Sau Cách mạng tháng Hai, Chính phủ Lâm thời Nga đặt một Ủy ban Ngoại Kavkaz đặc biệt (особый Закавказский Комитет (ОЗАКОМ), osobyy Zakavkazskiy Komitet (OZAKOM)) để quản lý vùng này. Sau Cách mạng tháng Mười nó được thay thế bởi Cộng hòa Ngoại Kavkaz và Dân ủy Ngoại Kavkaz, đến lượt mình cộng hòa này bị thay thế bởi TDFR.